# Progestérone
La progestérone est une hormone stéroïdienne principalement sécrétée par les cellules du corps jaune des ovaires et le placenta. Elle est impliquée dans la grossesse (progestogène : progestatif, favorise la gestation) et l'embryogenèse de nombreuses espèces de mammifères, ainsi que dans le cycle menstruel.
Dans le cycle ovarien, la progestérone inhibe les contractions rythmiques de la musculature utérine (effet tocolytique) et crée un silence utérin sans lequel toute gestation serait impossible.

## Origine
La progestérone est synthétisée à partir du cholestérol sous l'action de l'hormone lutéinisante (LH). Cette hormone peut ensuite être convertie en androstènedione, puis en testostérone (par les cellules de la thèque chez la femme ou par les cellules de Leydig chez l'homme) ou en œstradiol par les cellules de la granulosa qui entourent le follicule ovarien.

## Rôle dans le cycle menstruel
La concentration de progestérone varie pendant le cycle menstruel.
La progestérone est sécrétée en plus forte quantité à partir de l'ovulation par les cellules de la granulosa du corps jaune. Elle permet le maintien et la densification de la muqueuse utérine, le développement de la vascularisation de l'endomètre, et l'apparition de glandes utérines responsables de l'aspect dentelé de la paroi utérine.
S'il n'y a pas fécondation, la concentration de progestérone revient à un niveau normal car les cellules du corps jaune dans lequel elle est produite vont aussitôt régresser puis disparaître. En cas de fécondation, l'hormone HCG (hormone gonadotrophine chorionique), produite par le trophoblaste de l'œuf (blastocyste), va diriger le maintien et l'augmentation de la production de progestérone nécessaire au maintien de l'endomètre en début de grossesse. Le HCG a la même action que la LH (la LH est une gonadostimuline qui stimule la production des cellules à progestérone), elle va donc stimuler, elle aussi, certaines cellules du corps jaune pour produire la progestérone, jusqu'à ce que le placenta puisse lui-même synthétiser de la progestérone (le placenta en est capable au 3e mois de la grossesse et le corps jaune se maintiendra jusqu'au 6e).

## Notion de rétrocontrôle négatif
Par ailleurs, la progestérone effectue un rétrocontrôle négatif sur le complexe hypothalamo-hypophysaire lors de la phase lutéale, phase qui suit l'ovulation et qui constitue les quatorze derniers jours du cycle. En effet, elle inhibe, de la même façon que l'estradiol, la sécrétion des hormones (FSH et LH) qui stimulent sa propre sécrétion par le corps jaune. Ce système est en fait un système de régulation qui maintient par ces deux actions réciproques un taux sanguin constant d'hormones, ici la progestérone mais c'est aussi le cas de l'estradiol.
Quand la progestérone est haute, ces hormones baissent (et par conséquent corrigent la tendance), et quand la progestérone est basse, ces hormones montent (et rétablissent la valeur).

## Applications contraceptives
L'action de la progestérone sur l'épaississement de la muqueuse utérine est exploitée dans la pilule contraceptive (sous forme d'un agoniste : le lévonorgestrel) : on peut ainsi empêcher la fécondation en rendant la glaire cervicale dense, ce qui empêche le passage des spermatozoïdes. Le lévornorgestrel empêche aussi l'ovulation, ce qui a conduit à son utilisation en contraception d'urgence (pilule du lendemain).
Une autre molécule appartenant aux modulateurs sélectifs des récepteurs de la progesterone (SPRM), l'acétate d'ulipristal (pilule du surlendemain, EllaOne) exploite les actions de la progestérone sur l'ovaire mais inhibe ses fonctions dans l'endomètre. Elle est plus efficace que le lévonorgestrel car elle protège jusqu'à 5 jours après un rapport non-protégé, en bloquant l'ovulation tout en empêchant aussi l'implantation de l'embryon dans l'endomètre.
L'action de la progestérone peut aussi être empêchée par un antagoniste (mifepristone [RU486]), qui inhibe les fonctions biologiques du récepteur de la progestérone, altérant l'implantation de l'embryon dans l'endomètre. La mifépristone provoque aussi des règles anticipées et empêche donc la nidation.

## Supplémentation
Une supplémentation en progestérone est nécessaire dans le cadre d'une fécondation in vitro. Celle-ci peut être administrée par voie vaginale ou, à défaut, au moyen de solutions injectables. Ces deux types de produits sont parfois prescrits de manière complémentaire, bien qu'un tel protocole ne soit pas évalué par la Haute Autorité de Santé, ce qui implique une absence de prise en charge et une incertitude quant aux possibles bénéfices ou pertes de chances par rapport à un protocole standard.

## Autres utilisations potentielles
La progestérone peut également être utilisée comme anti-androgène, pour les femmes transgenres souhaitant réaliser une transition hormonale. Elle est souvent préférée à la cyprotérone et à la spironolactone, pour ses effets secondaires plus légers.
La progestérone ainsi que l’œstrogène sont actuellement étudiés pour leurs actions neuroprotectives et neuroregénératives dans les attaques et accidents vasculaires cérébraux. Ensembles ces hormones réduisent les conséquences des lésions en renforçant les mécanismes antioxydants, la création de synapse et l’arborisation dendritique ainsi qu’en réduisant l’excitotoxicité. La progestérone joue en particulier un rôle dans le traitement qui survient après les lésions chez les hommes comme les femmes qui ont de graves dommages cérébraux, alors que l’œstrogène agit efficacement comme un traitement préventif chez les femmes qui sont à risque pour des attaques et accidents vasculaires cérébraux.

## Rôle dans la fécondation chez les mammifères
La progestérone produite par les cellules folliculaires (corona radiata) autour de l'ovocyte après l'ovulation augmente la mobilité des spermatozoïdes en faisant rentrer des ions calcium Ca2+ dans leur cytoplasme par ouverture d'un canal calcique appelé « CatSper » ((en) Cation channels of sperm).